# Classique de la piété filiale

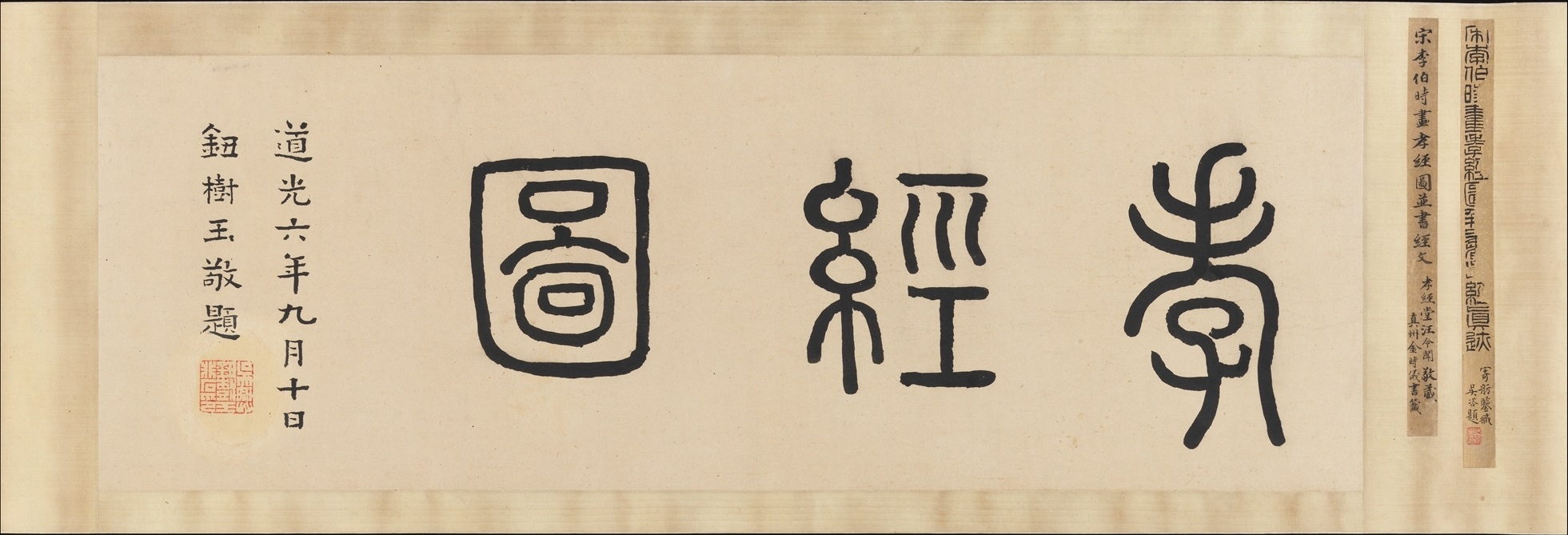
Classique de la piété filiale (1826)

Le Classique de la piété filiale ou Xiao Jing (ch. trad. : 孝經 ; ch. simp. : 孝经 ; py : Xìaojīng) est un des classiques chinois. Il a probablement été rédigé au IIIe siècle avant l'ère commune, à l'époque des Royaumes Combattants et est attribué à Zengzi (曾子, 505 à 436 avant l'ère commune), disciple de Confucius. Au début de l'ère commune (dynastie Han), l'empereur Wang Mang voulut en faire l'ouvrage de base pour la formation des fonctionnaires. Il a été traduit en français pour la première fois en 1779 par Pierre-Martial Cibot, jésuite.
Le Xiao Jing se présente sous forme d'une conversation entre Zengzi et Confucius. Il énonce en dix-huit dialogues les devoirs entre personnes selon la hiérarchie : prince et ministre, pouvoir et peuple, parents et enfants, chaque cas étant renvoyé au rapport entre père et fils et se résumant dans l'expression confucéenne de piété filiale (ch. trad. : 孝 ; py : Xiào).

## Éditions
- Confucius (trad. Roger Pinto), Le Livre de la piété filiale, Le Seuil, collection Points, 2009 (1re édition 1998)  (ISBN 2-02-031310-3)
- La morale de Confucius: le livre sacré de la piété filiale, introduction et traduction de Léon de Rosny, Paris, Maisonneuve, 1893 [lire en ligne] sur Google Books, univ. Columbia.